# خورشیدگرفتگی ۲۵ دسامبر ۱۹۵۴
خورشیدگرفتگی ۲۵ دسامبر ۱۹۵۴ (به انگلیسی: Solar eclipse of December 25, 1954) یک خورشیدگرفتگی از نوع خورشیدگرفتگی حلقه‌ای است. این خورشیدگرفتگی در تاریخ ۲۵ دسامبر ۱۹۵۴ میلادی (‎۴ دی ۱۳۳۳ خورشیدی) روی داد که زمان اوج آن، ساعت ۷:۳۶:۴۲ به‌وقت ساعت هماهنگ جهانی بوده‌است. مدت زمان و طول این خورشیدگرفتگی ۷ دقیقه و ۳۹ ثانیه بود.